# Barraca (construcción prefabricada)

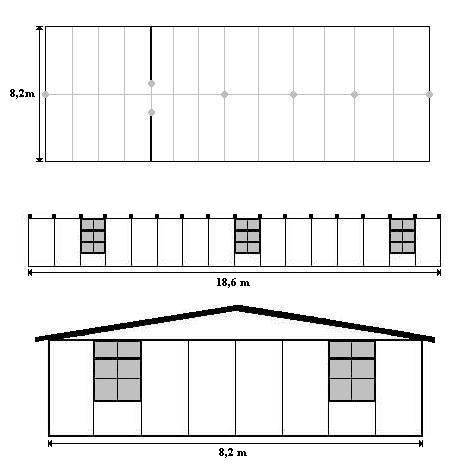
Planta y vista lateral de una barraca de la antigua Wehrmacht

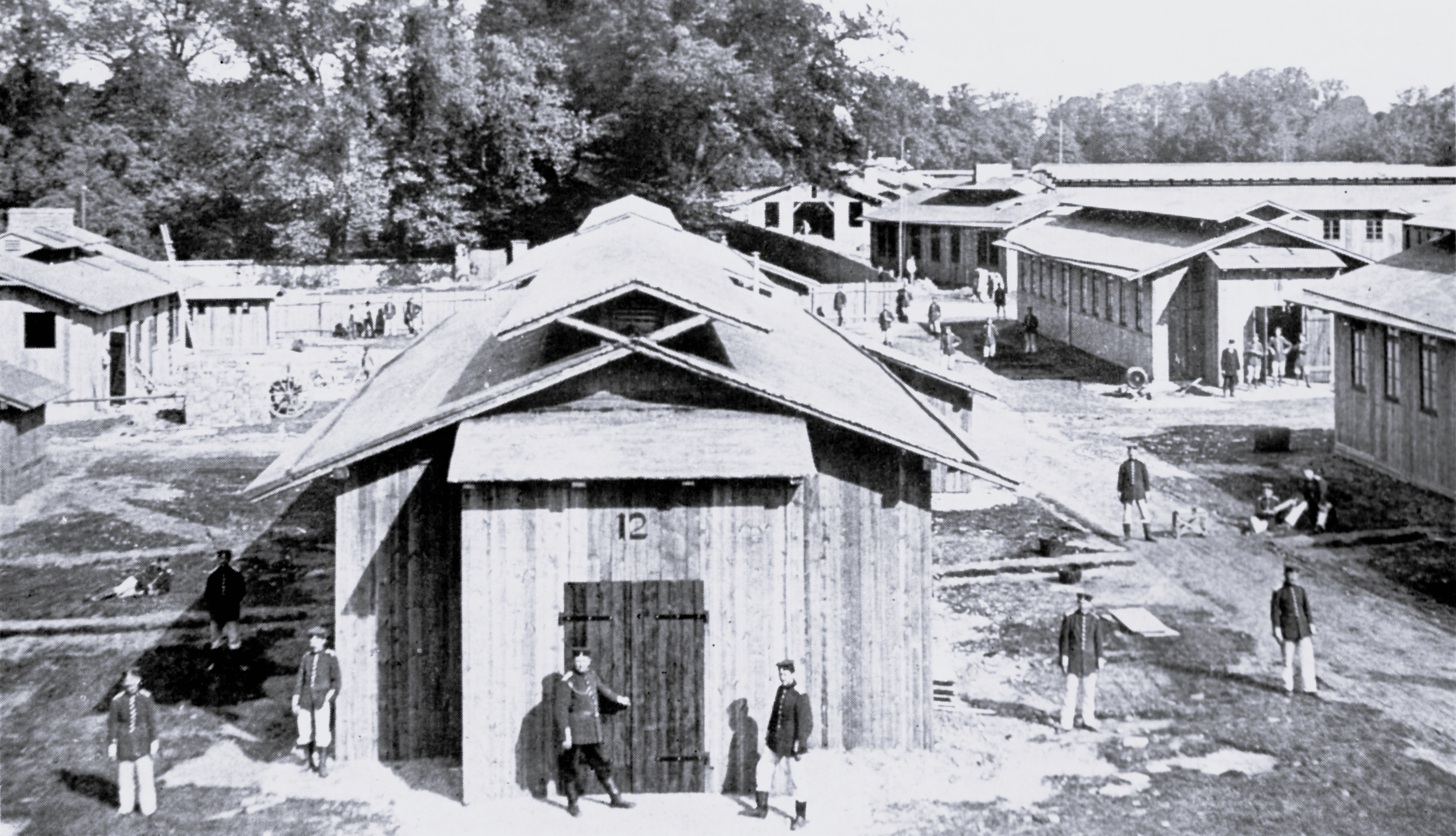
Hospital de campaña de Lübeck (1914)

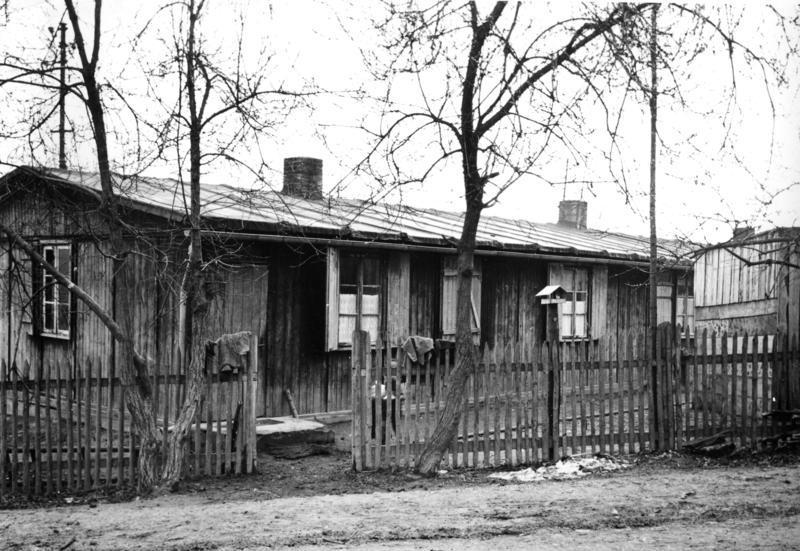
Campamento de barracas para refugiados y expulsados, Niederseelbach 1952

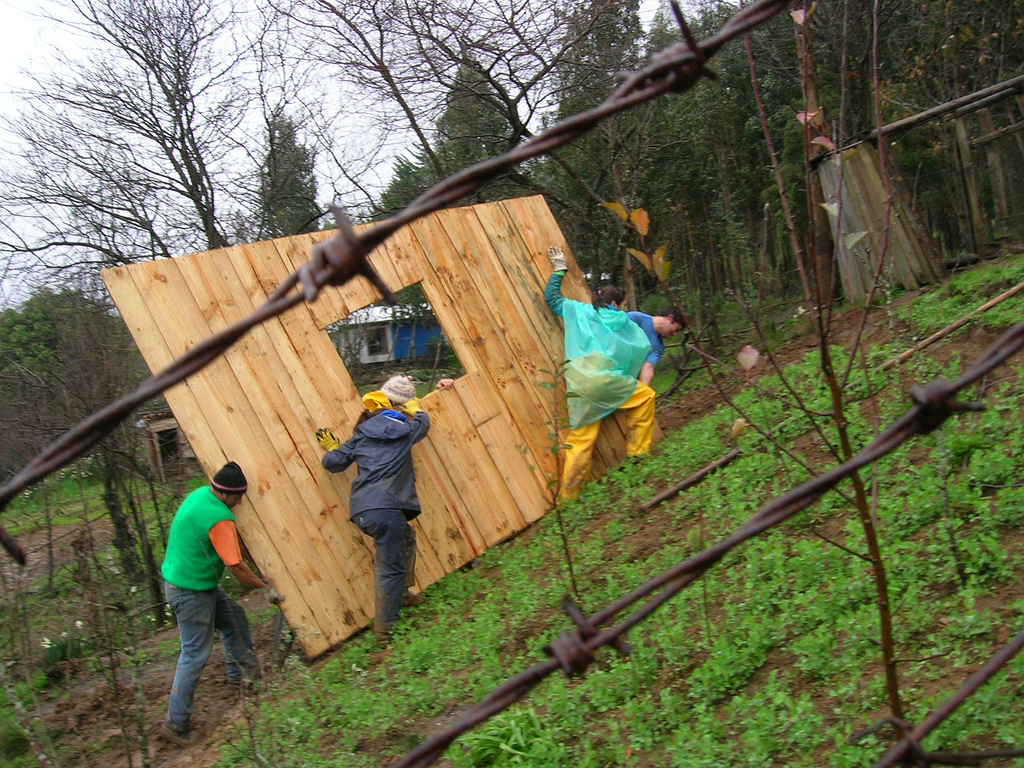
Construcción de una barraca -Mediagua en Chile- luego de un desastre natural.

Una Barraca (en francés: baraque 'cabaña de campo' y en italiano: baracca) es una vivienda improvisada, caracterizada por poseer una estructura liviana de una sola planta, sin sótano y especialmente de madera. El término en inglés hace referencia a un cuartel militar (en inglés: barracks).
Un conjunto de barracas, también pueden ser usadas como edificios provisorios para el alojamiento temporal de un gran número de personas, como lo son: refugiados, víctimas de una catástrofe natural, enfermos, soldados, trabajadores, expulsados, refugiados, víctimas de bombardeados, prisioneros de guerra, internados o trabajadores forzados.
El primer registro documentado de una barraca para enfermos, es el de Richard Brocklesby de 1760, correspondiente a un hospital improvisado con tablones de madera.
Los presos de los campos de concentración durante la era nacionalsocialista fueron alojados en barracones de los campos de concentración.
En la posguerra, muchas personas que habían sido bombardeadas, refugiados y expulsados vivían en Nissenhütten (tipo de cobertizo), en barracas prefabricadoas de chapa ondulada.
Las barracas se construyen con materiales simples como madera, hierro corrugado o cartón, con paredes en parte de ladrillo o en parte con yeso cartón. En su mayoría son de una sola planta y, a menudo están mal aislados y no poseen instalaciones sanitarias.
Coloquialmente, las barracas son también las viviendas improvisadas hechas de cualquier material disponible, que sirven como alojamiento permanente en los asentamientos irregulares, llamados como barrios marginales.
Las barracas también son construidas por la población local, después de los desastres naturales como protección primitiva y básica contra la intemperie.

## Literatura
- Ernst Seidl (ed.): Enciclopedia de tipos de edificios. Funciones y Formas de la Arquitectura. Felipe Reclam Jr. Verlag, Stuttgart 2006, ISBN 3-15-010572-2 .
- Axel Dossmann, Jan Wenzel, Kai Wenzel: Arquitectura Temporal. Cuarteles, pabellones, contenedores. b_books, Berlín 2006, ISBN 3-933557-66-6 .